# Michael McKinnell
Michael McKinnell (Manchester, 25 de dezembro de 1935 — Rockport, 27 de março de 2020) foi um arquiteto britânico e co-fundador da empresa de design de arquitetura Kallmann McKinnell & Wood. Em 1962, McKinnell, que  estudante de graduação da Universidade de Columbia na época, e o professor da universidade Gerhard Kallmann apresentaram o projeto vencedor para o prédio da prefeitura de Boston, inaugurada em 1968. McKinnell e Kallman se mudaram para Boston logo após vencer a competição e fundaram a empresa, Kallmann McKinnell & Wood, em 1962. 

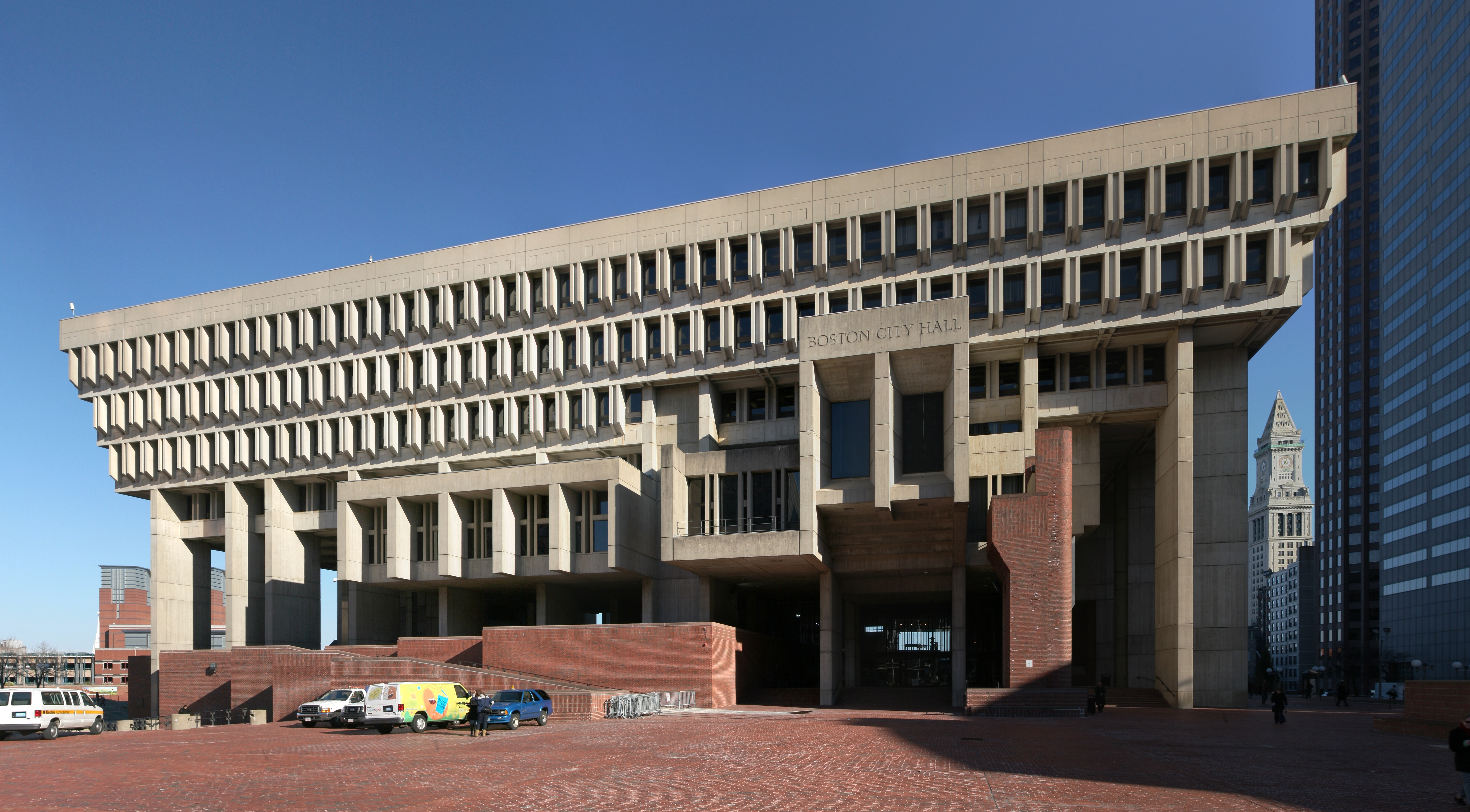
Prédio da prefeitura de Boston

McKinnell, da Salford Grammar School, se formou na Universidade de Manchester,localizada na Inglaterra, em 1958 e recebeu um mestrado em arquitetura pela Universidade de Columbia em 1960. A McKinnell Kallman & Wood recebeu oito prêmios de honra e o prêmio de empresa do ano de 1984 do Instituto Americano de Arquitetos . Os projetos de McKinnell incluem o centro de convenções de Boston, a sede da Academia Americana de Artes e Ciências em Cambridge e o Independence Visitor Center na Filadélfia, além de embaixadas, tribunais, bibliotecas e edifícios em várias universidades, incluindo Harvard, Yale, Princeton e Emory. Ele trabalhou na faculdade da Escola de design de Harvard por 25 anos e e foi professor da Prática de Arquitetura no Instituto de Tecnologia de Massachusetts. McKinnell lecionou e lecionou em muitas outras universidades e, em 1989, foi o arquiteto residente da Academia Americana de Roma . Foi bolsista da Fulbright, recebeu a Medalha de Prata da Royal Manchester Institution, foi membro associado do Instituto Real de Arquitetos Britânicos e foi reconhecido pela Sociedade de Arquitetos de Boston com um Prêmio de Honra em 1994. McKinnell foi nomeado para a Comissão de Belas Artes dos EUA em 2005 e foi membro da comissão até 2011. 

## Morte
Morreu em 27 de março de 2020 devido a complicações do COVID-19. 